# Rubus amabilis
Rubus amabilis es una especie de planta del género Rubus, perteneciente a la familia Rosaceae.

## Taxonomía
Rubus amabilis fue descrita por Wilhelm Olbers Focke en 1905.

## Distribución
Se encuentra en el territorio de Nepal hasta China.